# Кін (Техас)
Кін (англ. Keene) — місто (англ. city) в США, в окрузі Джонсон штату Техас. Населення — 6387 осіб (2020).

## Географія
Кін розташований за координатами 32°23′46″ пн. ш. 97°19′17″ зх. д. / 32.39611° пн. ш. 97.32139° зх. д. (32.396103, -97.321352).  За даними Бюро перепису населення США в 2010 році місто мало площу 12,97 км², з яких 12,76 км² — суходіл та 0,21 км² — водойми.

## Демографія
Згідно з переписом 2010 року, у місті мешкало 6106 осіб у 1923 домогосподарствах у складі 1417 родин. Густота населення становила 471 особа/км².  Було 2204 помешкання (170/км²).
Расовий склад населення:
| - 71,2 % — білих - 6,1 % — чорних або афроамериканців - 5,3 % — вихідців з тихоокеанських островів - 2,5 % — азіатів - 0,9 % — корінних американців - 11,0 % — осіб інших рас |

До двох чи більше рас належало 2,8 %. Частка іспаномовних становила 30,3 % від усіх жителів.
За віковим діапазоном населення розподілялося таким чином: 27,6 % — особи молодші 18 років, 59,3 % — особи у віці 18—64 років, 13,1 % — особи у віці 65 років та старші. Медіана віку мешканця становила 30,4 року. На 100 осіб жіночої статі у місті припадало 91,5 чоловіків;  на 100 жінок у віці від 18 років та старших — 86,5 чоловіків також старших 18 років.
Середній дохід на одне домашнє господарство  становив 53 022 долари США (медіана — 39 113), а середній дохід на одну сім'ю — 61 373 долари (медіана — 46 250). Медіана доходів становила 41 297 доларів для чоловіків та 38 513 долари для жінок. За межею бідності перебувало 25,4 % осіб, у тому числі 35,5 % дітей у віці до 18 років та 20,8 % осіб у віці 65 років та старших.
Цивільне працевлаштоване населення становило 2364 особи. Основні галузі зайнятості: освіта, охорона здоров'я та соціальна допомога — 35,8 %, роздрібна торгівля — 13,0 %, мистецтво, розваги та відпочинок — 12,3 %.